# Igor Cvitanović
Igor Cvitanović (født 1. november 1970) er en tidligere kroatisk fodboldspiller.

## Kroatiens fodboldlandshold
| Kroatiens landshold | Kroatiens landshold | Kroatiens landshold |
| År                  | Kmp                 | Mål                 |
| ------------------- | ------------------- | ------------------- |
| 1992                | 1                   | 0                   |
| 1993                | 0                   | 0                   |
| 1994                | 5                   | 2                   |
| 1995                | 0                   | 0                   |
| 1996                | 7                   | 1                   |
| 1997                | 7                   | 0                   |
| 1998                | 1                   | 0                   |
| 1999                | 6                   | 1                   |
| 2000                | 1                   | 0                   |
| 2001                | 1                   | 0                   |
| Total               | 29                  | 4                   |